# Osa (rivier)
De Osa is een rivier in Polen met een lengte van 96,2 km en bassin van 1600 km².
De oorsprong van de Osa ligt in het Perkun-meer en de rivier voegt zich bij de Wisla noordelijk van de vesting Grudziądz.
De Osa stroomt door Ermland-Mazurië en Koejavië-Pommeren.